# Sant Francesc

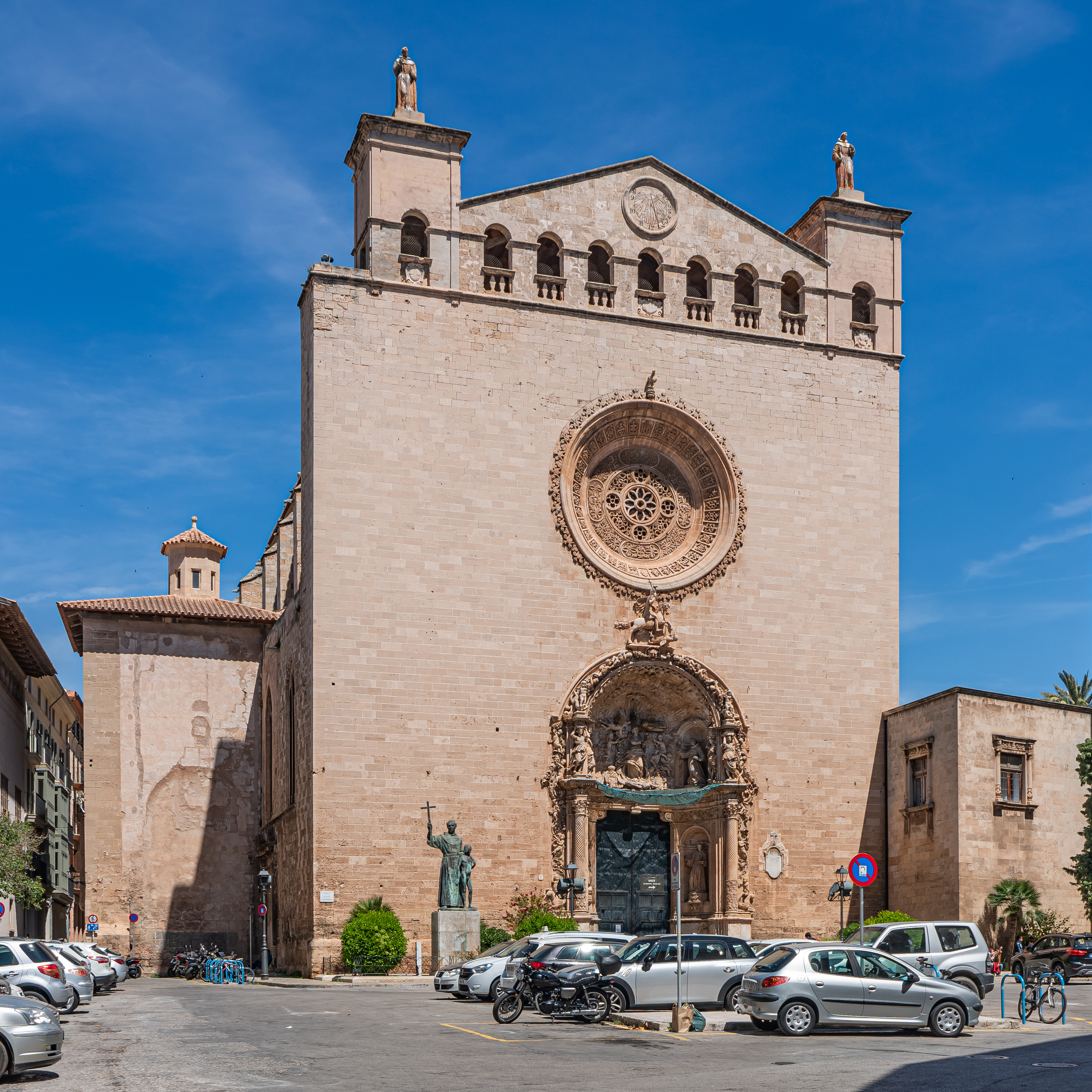
Westfassade von Sant Francesc

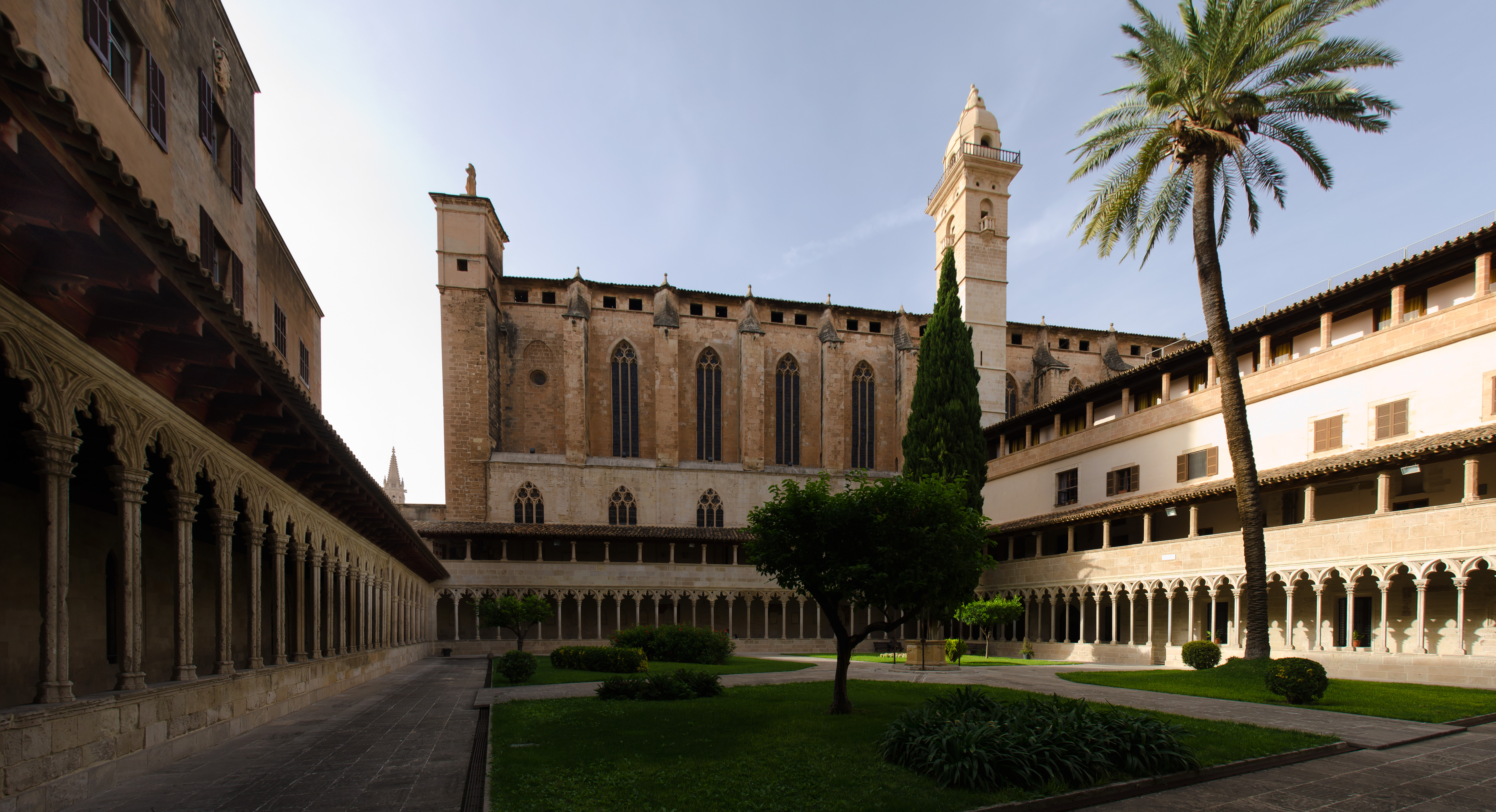
Kreuzgang

Sant Francesc ist eine Basilika an der Plaça de Sant Francesc in Palma auf Mallorca, zu der ein Kloster gehört. Basilika und Konvent wurden 1981 zum geschützten Kulturgut erklärt.

## Geschichte
Die Basilika stammt aus der Zeit der Herrschaft von Jaume II., als die Franziskaner 1281 hier einen Konvent im gotischen Stil errichteten. Die Kirche wurde später ausgebaut, die Struktur verbessert, indem die Balken durch ein Kreuzgewölbe ersetzt wurden. Die heute barocke Fassade stammt aus dem 17. Jahrhundert. Das Kircheninnere besteht aus einem einzigen Schiff, unterteilt in acht Abschnitte mit Seitenkapellen und Spitzbögen. Die Kirche ist nach der Kathedrale von Palma die größte der Balearen. Das Portal, ein Werk des Spaniers Francisco de Herrera, besteht aus einer Skulpturengruppe. Die zentrale Skulptur stellt die Unbefleckte Empfängnis dar.
Papst Pius XII. verlieh der Kirche am 20. Juli 1943 mit dem apostolischen Schreiben Pro titulo privilegiisque den Titel einer Basilica minor.

## Beschreibung

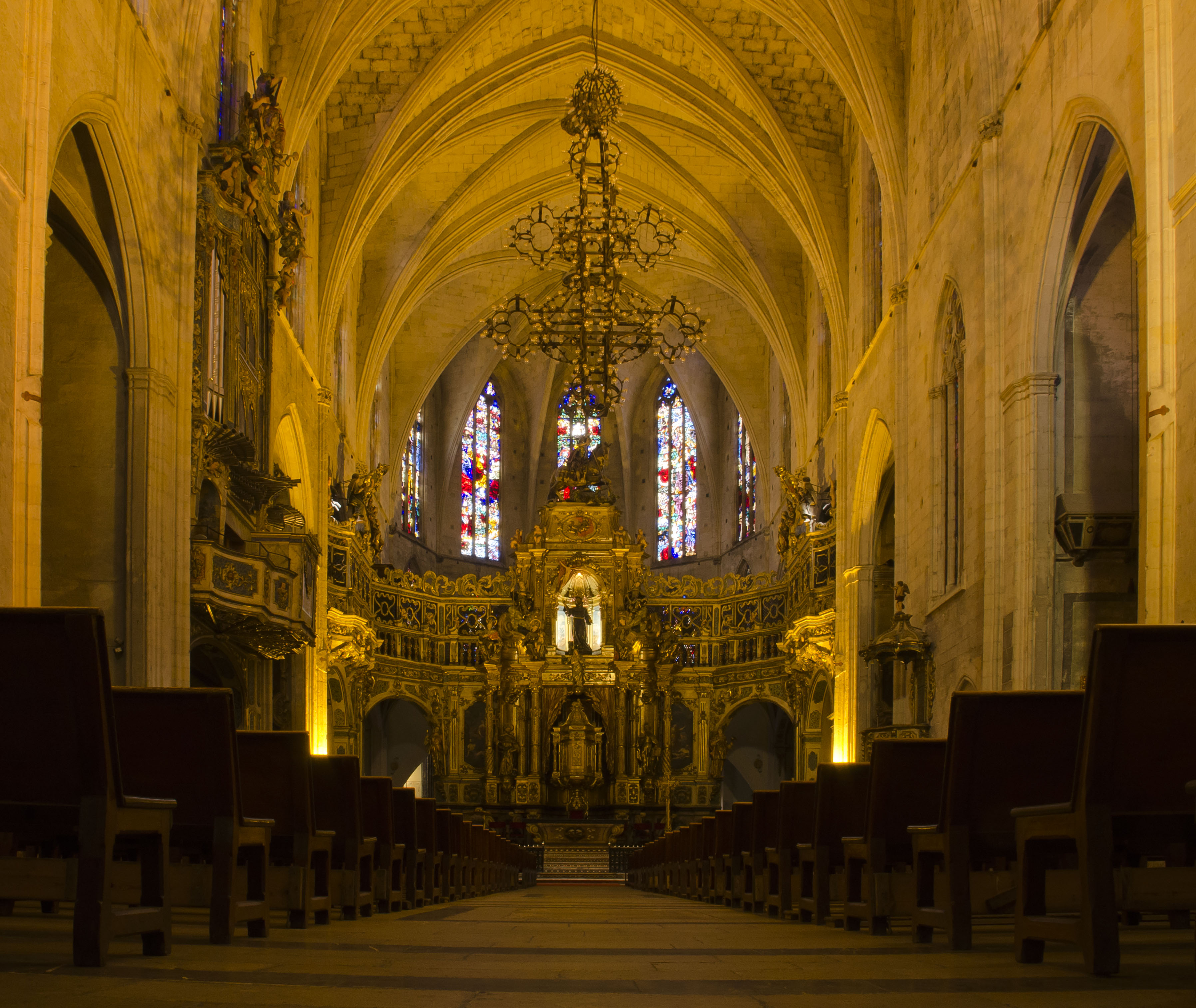
Inneres

Hinter dem Altar mit seinem barocken Altaraufsatz befindet sich die gotische Grabstätte des berühmten Ramon Llull. Dieses Grab wurde 1480 von Francesc Sagrera gebaut. Der gotische Kreuzgang besteht aus 115 Säulen mit geklappten Spitzbögen, die einen trapezförmigen Grundriss umschließen. Die nördliche Galerie wurde zuerst gebaut, die südliche wurde erst im 15. Jahrhundert fertig. Die Chronologie der einzelnen Stile ist deutlich erkennbar. In der Mitte des Innenhofs sind noch Reste eines alten Brunnens vorhanden. Vor der Basilika Sant Francesc steht ein Denkmal des Franziskaners Junípero Serra, einem Missionar.

## Orgel

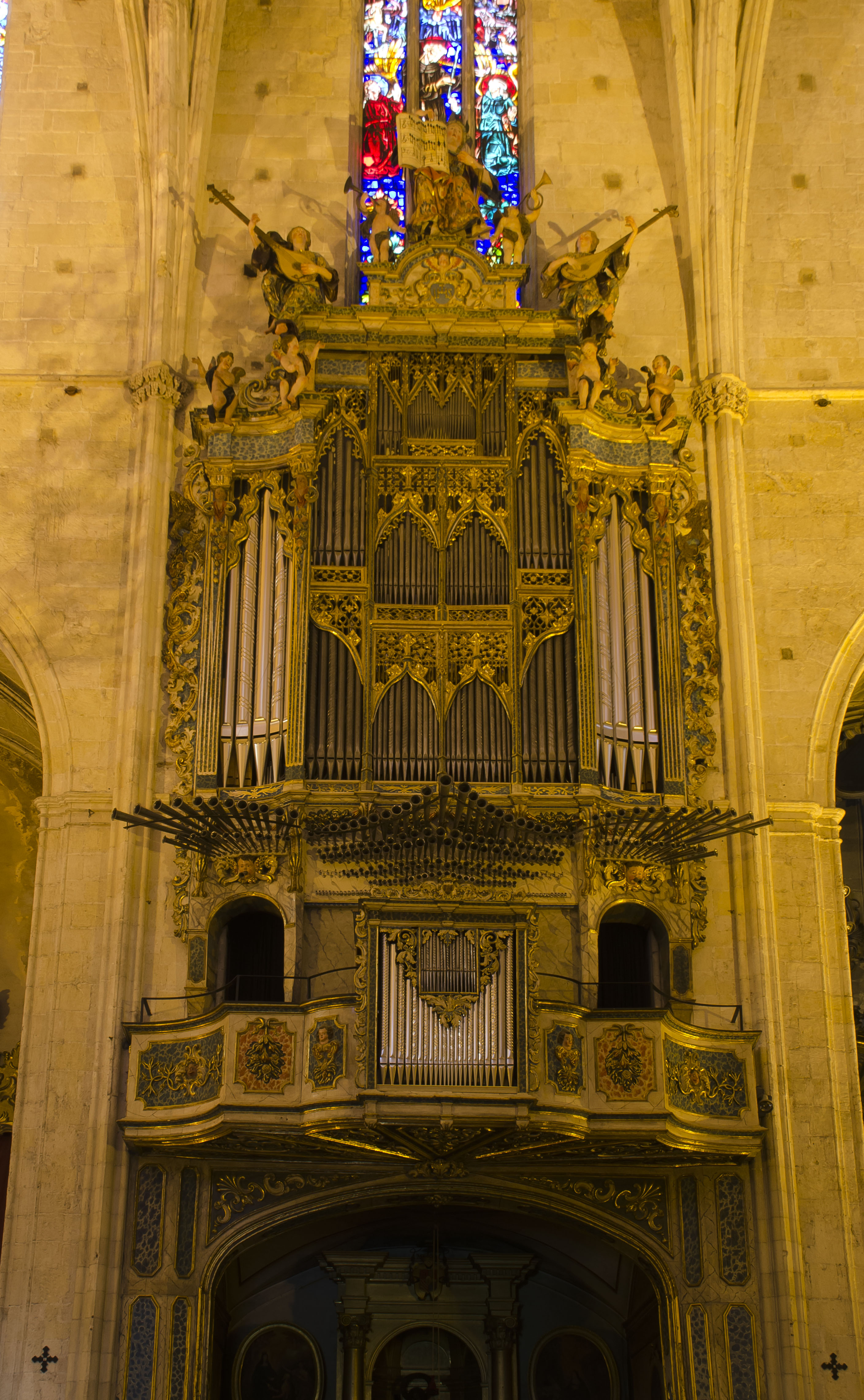
Orgelprospekt

Die Orgel besteht aus einem historischen Gehäuse, das im 16. bis 18. Jahrhundert erbaut worden war, und einst in der St.-Franziskus-Kirche in Palma de Mallorca stand. Von dem historischen Instrument sind zudem die Prospektpfeifen und die spanischen Trompeten erhalten, die 1772 von Jordi Bosch gebaut wurden. Das Orgelwerk wurde von dem Orgelbauer Gerhard Grenzing geschaffen. Als Vorbild dienten historische Orgeln in Mallorca. Das Instrument hat 55 Register auf drei Manualen und Pedal.
| I Rückpositiv C–g3 |       |
| Bordó              | 8′    |
| Flautat            | 8′    |
| Cara               | 4′    |
| Tapadet            | 4′    |
| Quinzena           | 2′    |
| Dinovena           | 1 ⁄3′ |
| Sesquiàltera II    |       |
| Cimbalet IV        |       |
| Savoyana           | 8′    |
| Trèmol             |       |

| II Hauptwerk C–g3 |       |
| Flautat Major     | 16′   |
| Flautat           | 8′    |
| Flauta Xemeneia   | 8′    |
| Flauta Harmònica  | 8′    |
| Octava            | 4′    |
| Dotzena           | 2 ⁄3′ |
| Quinzena          | 2′    |
| Ple IV            |       |
| Cimbalet III      |       |
| Corneta VI        |       |
| Trompeta Major    | 16′   |
| Trompeta Reial    | 8′    |
| Trompeta Batalla  | 8′    |
| Baixons           | 4′    |
| Clarins           | 8′    |
| Clarí 15a         | 2′    |
| Trompeta Magna    | 16′   |
| Xeremia alta      | 4′    |
| Dolçaina          | 8′    |

| III Schwellwerk C–g3 |        |
| Viola                | 8′     |
| Unda Maris           | 8′     |
| Corn de Nit          | 8′     |
| Octava               | 4′     |
| Flauto Octaviant     | 4′     |
| Dotzena              | 2 ⁄3′  |
| Quinzena             | 2′     |
| Flabiol              | 2′     |
| Dissetena            | 1 3⁄5′ |
| Ple IV-V             |        |
| Fagot                | 16′    |
| Trompeta Harmònica   | 8′     |
| Oboè                 | 8′     |
| Veu Humana           | 8′     |
| Clarí                | 4′     |
| Trèmol               |        |

| Pedal C–f1      |         |
| Contres obertes | 16′     |
| Subbaix         | 16′     |
| Quinta          | 10 2⁄3′ |
| Flautat         | 8′      |
| Baix            | 8′      |
| Dotzena Major   | 5 1⁄3′  |
| Tenor           | 4′      |
| Ple IV          |         |
| Bombarda        | 32′     |
| Bombarda        | 16′     |
| Trompeta        | 8′      |
| Clarí           | 4′      |

- Koppeln: I/II, III/II (auch als Suboktavkoppel), I/P, II/P, III/P